# Claudia von Valois

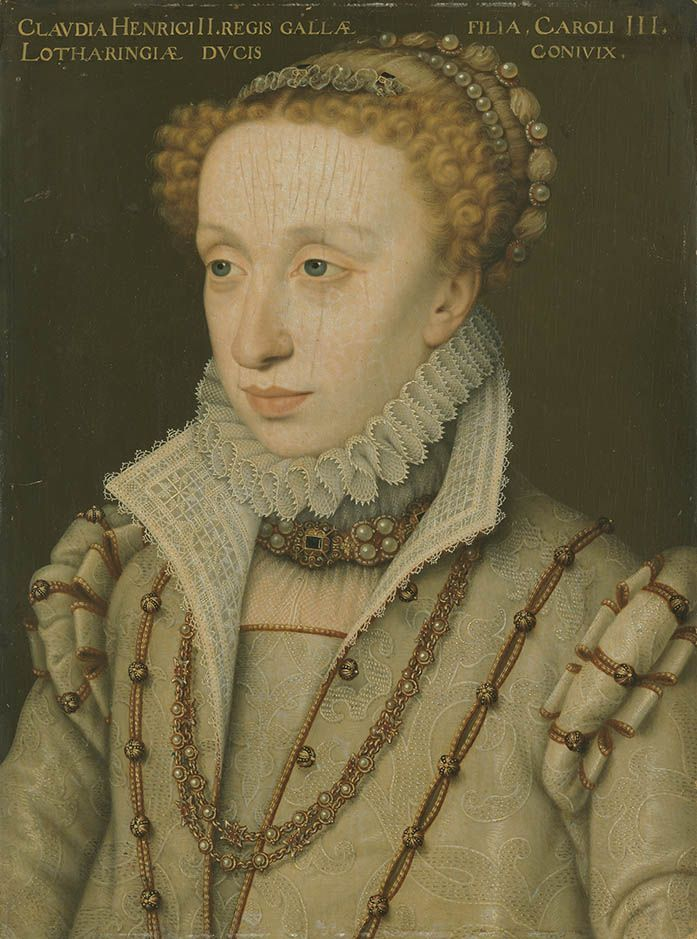
Porträt Claudias von Valois, François Clouet

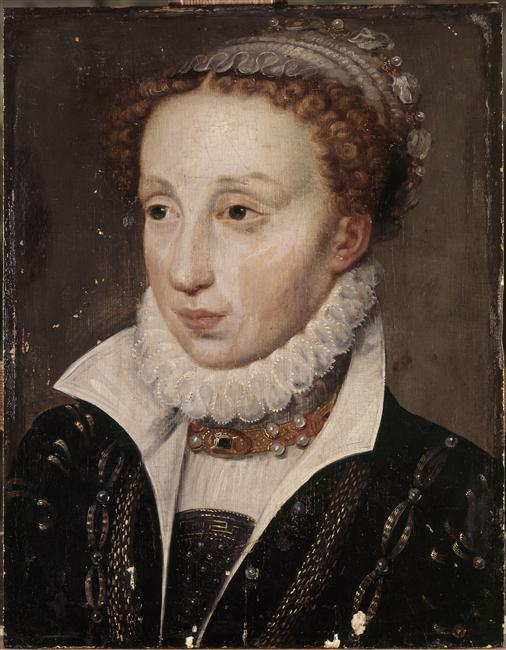
Porträt Claudias von Valois, 16. Jahrhundert

Claudia von Valois, französisch: Claude de Valois, (* 12. November 1547 im Schloss Fontainebleau; † 21. Februar 1575 in Nancy) war Prinzessin von Frankreich und Herzogin von Lothringen.

## Leben
Claudia von Valois wurde am 12. November 1547 als drittes Kind und zweite Tochter König Heinrichs II. von Frankreich und seiner Gemahlin Katharina von Medici geboren.
Sie wurde am französischen Hof zusammen mit ihrer älteren Schwester Elisabeth von Valois, der zukünftigen Königin von Spanien, und Maria Stuart, der zukünftigen Königin von Frankreich und Königin von Schottland, erzogen. Claudia litt wie alle ihre Geschwister unter körperlichen Mängeln, die über ihre Mutter an die Kinder (mit Ausnahme von Margarete) vererbt worden waren, und litt folglich unter einem Klumpfuß und einem Buckel am Rücken. Im Alter von 11 Jahren wurde sie am 22. Januar 1559 mit Herzog Karl III. von Lothringen verheiratet, nachdem bereits am 10. Januar 1559 in Paris der Heiratsvertrag unterzeichnet worden war. Während der Ehe gebar sie neun Kinder und starb im Alter von 27 Jahren an den Folgen einer schweren Geburt. Sie war die Lieblingstochter von Katharina von Medici und wird als sehr schweigsam und diskret beschrieben. Sie verließ oft Nancy, die Hauptstadt von Lothringen, um an der Seite ihrer Mutter am französischen Hof zu leben. Katharina de Medici besuchte ihre Tochter mehrmals in Lothringen. Entgegen den Wünschen ihrer Mutter versuchte Claudia ihre jüngere Schwester Margarete vor den Folgen zu warnen, die eine Hochzeit mit dem hugenottischen König Heinrich von Navarra nach sich ziehen würde.

## Nachkommen
- Heinrich II. (1563–1624), Herzog von Lothringen
- Christine (1565–1636), verheiratet mit Ferdinando I. de’ Medici, Großherzog der Toskana
- Karl (1567–1607), Bischof von Straßburg
- Antonie (1568–1610), 1599 verheiratet mit Herzog Johann Wilhelm von Jülich-Kleve-Berg
- Anna (1569–1576)
- Franz II. (1572–1632), Herzog von Lothringen
- Katharina (1573–1648), Äbtissin von Remiremont
- Elisabeth (1574–1635), verheiratet mit Maximilian I., Kurfürst von Bayern
- Claudia (1575–1576)